# Liste der Bodendenkmäler in Gebenbach
Auf dieser Seite sind die Bodendenkmäler in der Oberpfälzer Gemeinde Gebenbach zusammengestellt. Diese Tabelle ist eine Teilliste der Liste der Bodendenkmäler in Bayern. Grundlage ist die Bayerische Denkmalliste, die auf Basis des Bayerischen Denkmalschutzgesetzes vom 1. Oktober 1973 erstmals erstellt wurde und seither durch das Bayerische Landesamt für Denkmalpflege geführt wird. Die folgenden Angaben ersetzen nicht die rechtsverbindliche Auskunft der Denkmalschutzbehörde.

## Bodendenkmäler in Gebenbach
| Lage                 | Objekt | Akten-Nr.     | Bild |
| -------------------- | --- | ------------- | ---- |
| Hahnbach (Standort)  | Gräberfeld der Urnenfelderzeit. | D-3-6437-0003 |      |
| Gebenbach (Standort) | Bestattungsplatz der Hallstattzeit mit verebneten Grabhügeln. | D-3-6437-0008 |      |
| Gebenbach (Standort) | Hallstattzeitlicher Bestattungsplatz mit Grabhügeln. | D-3-6437-0009 |      |
| Gebenbach (Standort) | Vorgeschichtlicher Bestattungsplatz. | D-3-6437-0010 |      |
| Gebenbach (Standort) | Archäologische Befunde im Bereich der Kath. Pfarrkirche St. Martin in Gebenbach mit zugehöriger Kirchenbefestigung, darunter die Spuren von Vorgängerbauten bzw. älteren Bauphasen und abgegangenen Bauteilen. | D-3-6437-0014 |      |
| Gebenbach (Standort) | Siedlung vor- und frühgeschichtlicher Zeitstellung. | D-3-6437-0024 |      |
| Gebenbach (Standort) | Mesolithische Freilandstation. | D-3-6437-0025 |      |
| Gebenbach (Standort) | Mesolithische Freilandstation, vorgeschichtliche Siedlung. | D-3-6437-0026 |      |
| Gebenbach (Standort) | Mesolithische Freilandstation. | D-3-6437-0066 |      |
| Gebenbach (Standort) | Mesolithische Freilandstation. | D-3-6437-0067 |      |
| Gebenbach (Standort) | Archäologische Befunde des Mittelalters und der frühen Neuzeit im historischen Ortskern von Gebenbach. | D-3-6437-0069 |      |
| Gebenbach (Standort) | Mittelalterliche Ortsbefestigung von Gebenbach mit Wall und vorgelegtem Graben. | D-3-6437-0070 |      |
| Gebenbach (Standort) | Archäologische Befunde des Mittelalters und der frühen Neuzeit im Bereich der Kath. Nebenkirche St. Wolfgang in Atzmannsricht, darunter die Spuren von Vorgängerbauten bzw. älteren Bauphasen.                 | D-3-6437-0087 |      |
| Gebenbach (Standort) | Frühneuzeitliche Wüstung Englmühl. | D-3-6437-0088 |      |